# Carsten Lichtlein
Carsten Lichtlein (Würzburg, Njemačka, 4. studenog 1980.) umirovljeni je njemački rukometni vratar i nacionalni reprezentativac. Lichtlein je nastupao za TBV Lemgo iz rukometne Bundeslige. S klubom je 2006. i 2010. osvojio Kup EHF.
Za njemačku reprezentaciju je debitirao 27. studenog 2001. u susretu protiv Austrije. S reprezentacijom je 2003. osvojio srebro na Svjetskom prvenstvu u Portugalu da bi godinu potom postao europski prvak. Također, bio je i član selekcije koja je osvojila Svjetsko prvenstvo 2007. kojem je Njemačka bila domaćin.

## Vanjske poveznice
- Profil Carstena Lichtleina  Arhivirana inačica izvorne stranice od 28. siječnja 2013. (Wayback Machine)